# Carvový oblouk
Carvový (řezaný) oblouk nastává, když lyžař na vykrojených lyžích přenáší váhu z jedné strany na druhou a lyže samy zatáčí beze ztráty rychlosti, jako se to stává u normálního paralelního oblouku na rovných lyžích. Odstředivá síla nutí lyžaře do velkého náklonu ke svahu. Začátečníci se takového náklonu zpravidla bojí, protože mají pocit, že spadnou. Tady nastupuje práce instruktorů, aby vysvětlili začátečníkům, jak se s takovými pocity vyrovnat.

## Postup
Carvový oblouk se zahajuje ze sjezdu po spádnici v základním sjezdovém postoji. Zahájení oblouku je charakteristické mírným přenesením váhy těla na jednu lyži (budoucí vnější) a zahájením pohybu kolen a pánve ve směru dovnitř a dopředu. Tím dojde k zatížení lyží v přední části a k jejich sklopení na vnitřní hrany. S využitím fyzikálních sil a telemarského tvaru začnou zatížené lyže „samy“ opisovat oblouk. Vnitřní lyže se mírně předsouvá a s ní se natáčí i osa boků a ramen. 
V první části oblouku jsou lyže vedeny po vnitřních hranách pokračujícím pohybem kolen a pánve do strany, těžiště lyžaře se dostává dovnitř oblouku, trup je naopak mírně odkloněn (důsledkem těchto pohybů je relativní snížení těžiště) a vnitřní lyže zajišťuje rovnovážné postavení při jízdě. 
Ve druhé části vedení oblouku se kolena i pánev vracejí zpět nad lyže a těžiště lyžaře se postupně dostává zpět na úroveň základního postoje. V ukončení oblouku dochází k ukončení pohybu těžiště zpět do základního postoje,kterým lyžař krátce prochází (kolmo k podložce). Nesnažíme se zatáčet, lyže jen překlápíme a lyže zatáčejí „samy“ po hranách střídavě na obě strany – při ideálním provedení zůstanou ve sněhu „vykrojené dvě stejné koleje“. Nacvičovat je lépe na středních sklonech dobře upravených svahů. 

## Tři hlavní zásady
- výrazné snížení těžiště a maximální zatížení špiček lyží – náklek, s botami, které ho neumožní, alespoň předklon (těžiště těla by mělo být před špičkou boty)
- zahájení oblouku rotací ramen ve směru oblouku, ve vyšší rychlosti i náklonem do oblouku
- zahájení oblouku v nízké rychlosti příklonem vnitřního kolena ke svahu, ve vyšší rychlosti náklonem těla (pánve) do oblouku, snažit se silněji zatížit vnitřní lyži

## Chyby
- záklon – tzv. „rovnovážný postoj“ (nedostatečný náklek nebo předklon) – plyne z něj nežádoucí tlak na vnější lyži při zatížení vnitřní lyže je záklon nebezpečný – patka vás vykopne do oblouku
- nedočkavost – smyk (často plynoucí z příliš velkého rádiusu lyží, které „málo točí“)
- proti rotace ramen – nepřirozené, brání plynulému nakrojení oblouku
- vertikální pohyb těla – odlehčování lyží (tzv. pumpování, při přechodu z jednoho oblouku do druhého se lyžař zvedne, pumpne si)
- cílený tlak na vnější lyži – vede ke smyku